# Musikåret 1879

## Händelser
- 1 januari – Johannes Brahms Violinkonsert i D-dur uruppförs i Leipzig med Joseph Joachim som solist och tonsättaren som dirigent.
- 29 mars – Tjajkovskijs opera  Eugen Onegin har urpremiär i Moskva.
- 31 december – Gilbert & Sullivan operakomedi The Pirates of Penzance har premiär i New York.
- okänt datum – Engelbert Humperdinck erhåller det första Mendelssohnpriset.

## Födda
- 27 januari – Sven Körling, svensk musikdirektör och kompositör av barnvisor och skolsånger.
- 9 februari – Natanael Berg, svensk tonsättare och musikadministratör.
- 11 februari – Jean Gilbert, tysk tonsättare.
- 26 februari – Frank Bridge, engelsk tonsättare.
- 6 juni – Adolf Wiklund, svensk tonsättare.
- 13 juni – Maria Gay, spansk operasångare (sopran).
- 28 juni – Sigurd von Koch, svensk, målare, diktare, kompositör och pianist.
- 5 juli – Philippe Gaubert, fransk flöjtist, dirigent och tonsättare.
- 9 juli – Ottorino Respighi, italiensk tonsättare.
- 22 juli – Gustaf Hjalmar Heintze, svensk organist och pianopedagog.
- 13 augusti – John Ireland, engelsk tonsättare.
- 31 augusti – Alma Mahler, österrikisk tonsättare och konstnär.
- 12 september – Gottfrid Salwén, svensk läkare, författare och tonsättare.
- 27 september – Cyril Scott, engelsk tonsättare.
- 7 oktober – Joe Hill, (eg. Joel Hägglund), svenskfödd diktare, sångare och fackföreningsman.
- 21 oktober – Joseph Canteloube, fransk kompositör, musikolog och författare.
- 29 november – Jacob Gade, dansk tonsättare
- 7 december – Rudolf Friml, amerikansk tonsättare
- 19 december – Otto Olsson, svensk organist och tonsättare.

## Avlidna
- 9 april – Ernst Richter, 68, tysk musikteoretiker och musiker.
- 27 maj – Eduard Schön, 54, österrikisk tonsättarekänd under pseudonymen E.S. Engelsberg.
- 3 juni – Frances Ridley Havergal, 42, engelsk lärare, författare och psalmdiktare.
- 27 augusti – Henriette Nissen-Saloman, 60, svensk operasångare (mezzosopran) och sångpedagog.
- 12 september – Peter Heise, 49, dansk tonsättare.
- 14 oktober – Karl Anton Eckert, 58, tysk tonsättare och dirigent.
- 30 november – August Bournonville, 74, dansk balettdansör, koreograf och balettchef.
- okänt datum – Gustave Satter, 47, österrikisk pianist och tonsättare.